# 11 octobre dans les chemins de fer
11 septembre 11 novembre
Chronologies thématiques
- Croisades
- Sports
- Disney

Cette page concerne les événements qui se sont déroulés un 11 octobre dans les chemins de fer.

## Événements

### XXesiècle
- 1947.  Afrique-Occidentale française :   début de la grève des cheminots du chemin de fer de Dakar au Niger qui dure jusqu'au 19 mars 1948 et permet une augmentation de 20% des salaires des cheminots[1].

### XXIesiècle
- 2006. France-Luxembourg : Vers 11 h 45, un train des CFL assurant la desserte TER Métrolor Nancy-Luxembourg (ville) et un train de marchandises sont entrés en collision à Zoufftgen (Moselle), à 20 mètres de la frontière franco-luxembourgeoise. L'accident, qui s'est déroulé sur une section de voie à circulation alternée en raison de travaux, a provoqué la mort d'au moins 5 personnes et en a blessé grièvement 2 autres. Le premier ministre Dominique de Villepin a retardé son voyage aux Antilles pour se rendre sur les lieux de la catastrophe. Voir aussi Accident ferroviaire de Zoufftgen.